# كورتني هيرلي
كورتني هيرلي (بالإنجليزية: Courtney Hurley)‏ هي مبارزة بالسيف أمريكية، ولدت في 30 سبتمبر 1990 في هيوستن في الولايات المتحدة.

## وصلات خارجية
- كورتني هيرلي على موقع الاتحاد الدولي للمبارزة (الإنجليزية)
- كورتني هيرلي على موقع اللجنة الأولمبية الدولية (الإنجليزية)
- كورتني هيرلي على موقع أوليمبيديا (الإنجليزية)